# Le Badaud

Place de la Liberté met Le Badaud (rugzijde)

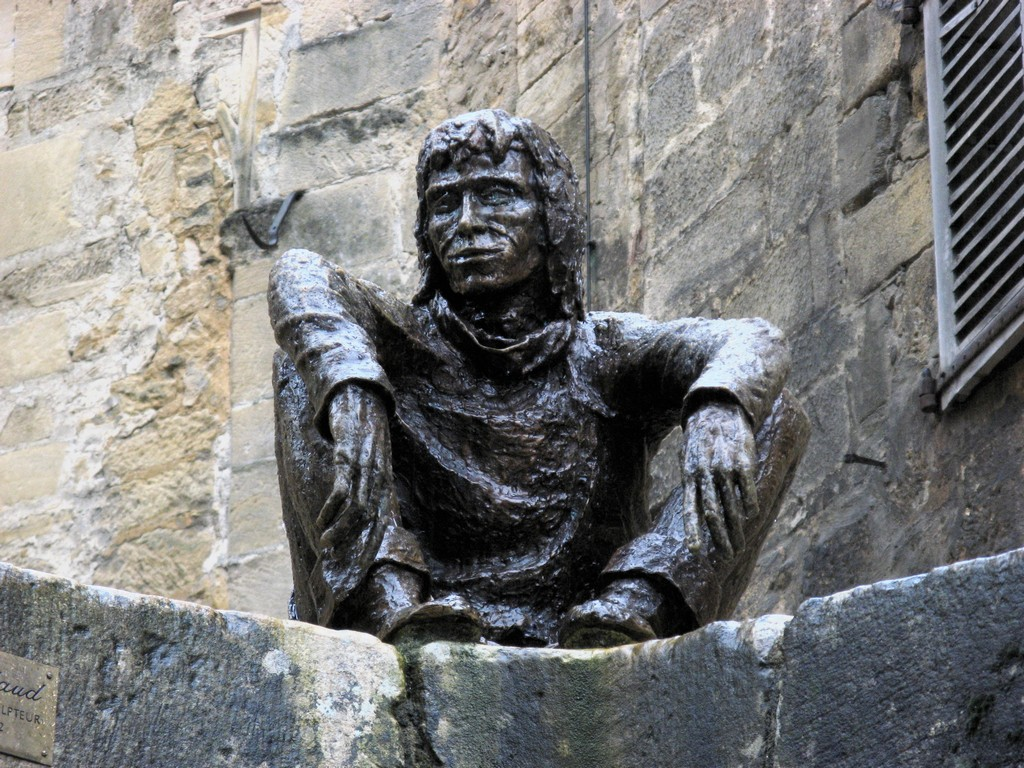
Le Badaud (voorzijde)

Le Badaud (vertaling: De toeschouwer) is een bronzen beeld van Gérard Auliac (1948-2009).
Het beeld is geplaatst op een muurtje dat uitkijkt over de place de la Liberté en de place Boissane in Sarlat-la-Canéda. De levensgrote, mannelijke figuur zit gehurkt op de muur en draagt een halflang kapsel en een middeleeuws aandoende uitdossing. Le Badaud was een weerkerend personage in de Franse literatuur van de 18e en 19e eeuw.